# 신체의존
신체의존은 내성 (약물) 형성 약물의 만성 사용으로 인해 발생하는 신체 상태로, 갑자기 또는 점진적으로 약물을 중단하면 불쾌한 신체 증상이 발생한다. 벤조디아제핀, 오피오이드, 각성제, 항간질제, 항우울제와 같은 특정 약물의 저용량 치료 사용뿐만 아니라 알코올, 오피오이드 및 벤조디아제핀과 같은 약물의 기분 전환 오용으로 인해 신체적 의존이 발생할 수 있다. 사용된 용량이 높을수록, 사용 기간이 길어지고, 사용 시작 연령이 어릴수록 신체적 의존성이 악화되어 금단 증후군이 더욱 심각해질 것으로 예상된다. 급성 금단 증후군은 며칠, 몇 주 또는 몇 달 동안 지속될 수 있다. 급성 금단 증후군 또는 "PAWS"라고도 알려진 장기간 금단 증후군은 급성 금단 증상 중 일부가 낮은 등급으로 지속되는 것으로 일반적으로 완화-재발 패턴으로 나타나며 종종 재발 및 장기 장애를 초래한다. (합법적인 고용 가능성을 배제하는 정도) 장기간 금단 증후군은 수개월, 수년 동안 지속될 수 있으며, 개인 요인에 따라 무기한 지속될 수도 있다. 장기간 금단 증후군은 벤조디아제핀에 의해 가장 흔히 발생하는 것으로 알려져 있다. 탐닉과의 잘못된 연관성을 없애기 위해 약물에 대한 신체적 의존성을 당뇨병 환자의 인슐린 의존성과 비교하기도 한다.

## 같이 보기
- 내성 (약물)